# Acroteriobatus salalah
Acroteriobatus salalah is een vissensoort uit de familie van de vioolroggen (Rhinobatidae). De wetenschappelijke naam van de soort is voor het eerst geldig gepubliceerd in 1995 door Randall & Compagno.